# Liste der denkmalgeschützten Objekte in Waidmannsfeld
Die Liste der denkmalgeschützten Objekte in Waidmannsfeld enthält die 9 denkmalgeschützten unbeweglichen Objekte der niederösterreichischen Gemeinde Waidmannsfeld im niederösterreichischen Bezirk Wiener Neustadt-Land.

## Denkmäler
| Foto |                 | Denkmal                                                                     | Standort                                                    | Beschreibung | Metadaten |
| ---- | --------------- | --------------------------------------------------------------------------- | ----------------------------------------------------------- | --- | --- |
| ja   | Datei hochladen | Ortskapelle Zur Unbefleckten Empfängnis HERIS-ID: 30514 Objekt-ID: 27264    | gegenüber Kapellenplatz 1 Standort KG: Neusiedl bei Pernitz | Schlichter neugotischer Bau mit Giebelreiter, erbaut und bezeichnet 1895 | BDA-Hist.: Q37935017 Status: § 2a Stand der BDA-Liste: 2025-06-30 Name: Ortskapelle Zur Unbefleckten Empfängnis GstNr.: .82 Ortskapelle Zur Unbefleckten Empfängnis, Waidmannsfeld, Lower Austria |
| ja   | Datei hochladen | Ehem. Villa Bunzl, heute Gästehaus Ortmann HERIS-ID: 30516 Objekt-ID: 27266 | Kitzberghöhe 2 Standort KG: Neusiedl bei Pernitz            | 1914 für Hugo Bunzl nach Plänen von Josef Frank erbaut, zweigeschoßiger Blockbau unter Walmdach mit markantem Außenkamin und Balkonen | BDA-Hist.: Q37935062 Status: Bescheid Stand der BDA-Liste: 2025-06-30 Name: Ehem. Villa Bunzl, heute Gästehaus Ortmann GstNr.: .159 Villa Bunzl, Waidmannsfeld                                    |
| ja   | Datei hochladen | Amtsgebäude HERIS-ID: 30519 Objekt-ID: 27269                                | Schulstraße 20 Standort KG: Neusiedl bei Pernitz            | Zweigeschoßiger Bau unter Walmdach, 1873 erbaut, 1900 aufgestockt, späthistoristischer Fassadendekor, 1992 nach Plänen von Sepp Müller restauriert und erweitert, bis 1965 Schule | BDA-Hist.: Q37935082 Status: § 2a Stand der BDA-Liste: 2025-06-30 Name: Amtsgebäude GstNr.: 44 Amtsgebäude Waidmannsfeld, Lower Austria                                                           |
| ja   | Datei hochladen | Kindergarten, ehem. Kinderheim HERIS-ID: 50306 Objekt-ID: 55137             | Stadionstraße 16 Standort KG: Neusiedl bei Pernitz          | Das Gebäude wurde 1921 im Auftrag von Hugo Bunzl durch den Architekten Josef Frank gestaltet. Es diente ursprünglich als Kinderheim und wird heute als Kindergarten genutzt. Auf dem nicht umgesetzten Plan für den Hauptplatz von Ortmann aus dem Jahre 1923 nimmt das Kinderheim eine zentrale Rolle ein. | BDA-Hist.: Q38039274 Status: § 2a Stand der BDA-Liste: 2025-06-30 Name: Kindergarten, ehem. Kinderheim GstNr.: 710/1 Kindergarten, Waidmannsfeld                                                  |
| ja   | Datei hochladen | Volkshaus HERIS-ID: 69470 Objekt-ID: 82554                                  | Stadionstraße 18 Standort KG: Neusiedl bei Pernitz          | 1927 nach Plänen von Karl Járay erbaut, 1951 und 1962 erweitert, zweigeschoßiger Bau, aus Betonfertigteilen zusammengesetzte Außentreppe | BDA-Hist.: Q38122512 Status: § 2a Stand der BDA-Liste: 2025-06-30 Name: Volkshaus GstNr.: 710/4 Volkshaus, Waidmannsfeld                                                                          |
| ja   | Datei hochladen | Ehem. Haus Herzberg HERIS-ID: 246993seit 2023                               | Viktor Bunzl-Straße 7 Standort KG: Neusiedl bei Pernitz     | Das villenartige Landhaus wurde 1924 von Josef Frank als Direktorenvilla der nahegelegenen Papierfabrik erbaut. | BDA-Hist.: Q119231398 Status: Bescheid Stand der BDA-Liste: 2025-06-30 Name: Ehem. Haus Herzberg GstNr.: .114, 473/2                                                                              |
| ja   | Datei hochladen | Kath. Filialkirche hl. Maria HERIS-ID: 30515 Objekt-ID: 27265               | neben Wildbachstraße 1 Standort KG: Neusiedl bei Pernitz    | Saalkirche mit Seitenschiff im Norden und angestelltem Turm im Südosten, an der Wildbachstraße in der Ortschaft Ortmann und mit Bezug zur Fabrik Ortmann 1936 nach Plänen von Robert Kramreiter erbaut. | BDA-Hist.: Q37935039 Status: § 2a Stand der BDA-Liste: 2025-06-30 Name: Kath. Filialkirche hl. Maria GstNr.: .155, 473/12 Filialkirche Ortmann                                                    |
| ja   | Datei hochladen | Kath. Pfarrkirche Mariae Himmelfahrt HERIS-ID: 30510 Objekt-ID: 27260       | gegenüber Kirchbergstraße 6 Standort KG: Waidmannsfeld      | Im Kern romanische Saalkirche mit Rechteckchor und Westturm, von ummauertem Friedhof umgeben, um 1136 Pfarre, 1241 urkundlich Pfarrer, Mitte des 16. Jahrhunderts bis 1595 protestantisch, Zerstörungen durch die Türken 1683, 1762 Brand, 1785 zur Erzdiözese Wien, 1952 restauriert.                      | BDA-Hist.: Q37934962 Status: § 2a Stand der BDA-Liste: 2025-06-30 Name: Kath. Pfarrkirche Mariae Himmelfahrt GstNr.: .23, 59 Pfarrkirche Mariae Himmelfahrt, Waidmannsfeld                        |
| ja   | Datei hochladen | Pfarrhof HERIS-ID: 30512 Objekt-ID: 27262                                   | Kirchenweg 2 Standort KG: Waidmannsfeld                     | Ein 1786/87 erbautes, zweigeschoßiges Mittelflurhaus mit Walmdach. | BDA-Hist.: Q37934997 Status: § 2a Stand der BDA-Liste: 2025-06-30 Name: Pfarrhof GstNr.: .21 |

## Ehemalige Denkmäler
| Foto |                 | Denkmal                                 | Standort                   | Beschreibung                                                                    | Metadaten                                                                                         |
| ---- | --------------- | --------------------------------------- | -------------------------- | ------------------------------------------------------------------------------- | ------------------------------------------------------------------------------------------------- |
| ja   | Datei hochladen | Kruzifix/Kreuz Objekt-ID: 27261bis 2019 | Standort KG: Waidmannsfeld | Ein großes spätbarockes Kruzifix in der Aufbahrungshalle neben der Pfarrkirche. | BDA-Hist.: Q37934982 Status: § 2a Stand der BDA-Liste: 2019-01-23 Name: Kruzifix/Kreuz GstNr.: 59 |